# Bầu cử Hội đồng Bảo an Liên Hợp Quốc 2018
Bầu cử Hội đồng Bảo an Liên Hợp Quốc năm 2018 được tổ chức vào ngày 8 tháng 6 năm 2018 trong phiên họp thứ 72 của Đại hội đồng Liên Hợp Quốc, được tổ chức tại Trụ sở Liên Hợp Quốc tại Thành phố New York. Cuộc bầu cử dành lấy năm ghế không thường trực trong Hội đồng Bảo an Liên Hợp Quốc cho các nhiệm kỳ hai năm bắt đầu vào ngày 1 tháng 1 năm 2019.
Theo các quy tắc luân chuyển của Hội đồng Bảo an, theo đó mười ghế không thường trực Hội đồng Bảo an được luân chuyển giữa các khối khu vực khác nhau mà các quốc gia thành viên LHQ thường tự phân chia cho mục đích bỏ phiếu và đại diện, năm ghế được phân bổ như sau:
- Một cho Châu Phi
- Một cho Khối Châu Á - Thái Bình Dương[1]
- Một cho Mỹ Latinh và Caribbean
- Hai cho Tây Âu và những quốc gia khác

Năm thành viên được bầu sẽ phục vụ trong nhiệm kỳ 2019-2020.

## Ứng viên

### Nhóm Châu Phi
- Nam Phi[2]

### Nhóm Châu Á - Thái Bình Dương
- Maldives[3]
- Indonesia[4]

### Nhóm Châu Mỹ Latinh và Caribbean
- Cộng hòa Dominica[5]

### Nhóm Tây Âu và những quốc gia khác
- Bỉ[6][7]
- Đức[6][7]
- Israel[6][7][8] — Xin rút tháng 5/2018[9]

Vị trí tranh chấp duy nhất là châu Á-Thái Bình Dương, giữa Indonesia và Maldives.

## Kết quả

### Khối Châu Phi và Châu Á-Thái Bình Dương
| Kết quả bỏ phiếu nhóm Châu Phi và Châu Á-Thái Bình Dương | Kết quả bỏ phiếu nhóm Châu Phi và Châu Á-Thái Bình Dương |
| -------------------------------------------------------- | -------------------------------------------------------- |
| Thành viên                                               | Vòng 1                                                   |
| Nam Phi                                                  | 183                                                      |
| Indonesia                                                | 144                                                      |
| Maldives                                                 | 46                                                       |
| Vắng mặt                                                 | 0                                                        |
| Số phiếu tối thiểu                                       | 127                                                      |
| Tổng số phiếu bầu                                        | 190                                                      |
| Số phiếu hợp lệ                                          | 190                                                      |

### Nhóm Châu Mỹ Latinh và Caribbean
| Kết quả bỏ phiếu hóm Châu Mỹ Latinh và Caribbean | Kết quả bỏ phiếu hóm Châu Mỹ Latinh và Caribbean |
| ------------------------------------------------ | ------------------------------------------------ |
| Thành viên                                       | Vòng 1                                           |
| Cộng hòa Dominica                                | 184                                              |
| Vắng mặt                                         | 6                                                |
| Số phiếu tối thiểu                               | 123                                              |
| Tổng số phiếu bầu                                | 190                                              |
| Số phiếu hợp lệ                                  | 184                                              |

### Nhóm Tây Âu và những quốc gia khác
| Kết quả bỏ phiếu nhóm Tây Âu và những quốc gia khác | Kết quả bỏ phiếu nhóm Tây Âu và những quốc gia khác |
| --------------------------------------------------- | --------------------------------------------------- |
| Thành viên                                          | Vòng 1                                              |
| Đức                                                 | 184                                                 |
| Bỉ                                                  | 181                                                 |
| Vắng mặt                                            | 2                                                   |
| Số phiếu tối thiểu                                  | 126                                                 |
| Tổng số phiếu bầu                                   | 190                                                 |
| Số phiếu hợp lệ                                     | 188                                                 |